# Hvor bjergene sejler
Hvor bjergene sejler er en dansk dokumentarfilm fra 1955 med instruktion og manuskript af Bjarne Henning-Jensen.

## Handling
Grønlænderliv og grønlænderromantik fortalt drama-dokumentarisk. Filmen viser livet på et udsted, hvor folk bor i tørvehytter og lever af fangst. Man følger en familie, der består af den gamle bedstefader, hans søn, der er fanger, moderen, der er ved at dø af tuberkulose, og de to børn, en pige på ca. 12 år og en dreng på ca. 10 år. Det er svært at fange sæler nok, for havtemperaturen er steget, så man må skifte erhverv til reje- og torskefisker for at overleve. Faderen fanger en sæl. Den deles med alle på udstedet ved et fælles måltid, hvor alle spiser af samme fad. Moderen dør af tuberkulose, og pigen overtager moderens arbejde.